# Lomas de Tenopalco
Lomas de Tenopalco är en ort i Mexiko, tillhörande kommunen Melchor Ocampo i delstaten Mexiko. Lomas de Tenopalco ligger i den centrala delen av landet och tillhör Mexico Citys storstadsområde. Orten hade 3 288 invånare vid folkmätningen 2010. Det hade år 2020 ökat till 4 769 invånare.